# Седельяно
Седельяно (итал. Sedegliano) — коммуна в Италии, располагается в регионе Фриули-Венеция-Джулия, в провинции Удине.
Население составляет 3 843 человека (2008 г.), плотность населения составляет 77 чел./км². Занимает площадь 50 км². Почтовый индекс — 33039. Телефонный код — 0432.
Покровителем коммуны почитается святой Антоний Великий, празднование 17 января.

## Демография
Динамика населения:

## Администрация коммуны
- Официальный сайт: http://www.comune.sedegliano.ud.it/